# تیان (اسطوره‌شناسی)
تیان (天) یکی از قدیمی‌ترین اصطلاحات چینی برای «بهشت» و مفهومی کلیدی در اساطیر چین، فلسفه چینی و ادیان سنتی چینی است. در طول حکمرانی دودمان شانگ (سده‌های ۱۱ تا ۱۷ پیش از دوران مشترک) چینی‌ها، شانگدی یا دی را می‌پرستیدند. در طول حکومت دودمان ژو، تیان در این معنی، استفاده شد. پرستش بهشت، پیش از سده ۲۰ میلادی، دین رسمی چین بود که در حقیقت پرستش تیان است.